# روزهای طلایی (فیلم)
روزهای طلایی (به هندی: Sunehre Din) فیلمی محصول سال ۱۹۴۹ و به کارگردانی ماتیش نیگام است. در این فیلم بازیگرانی همچون راج کاپور، روپ کمال، نگار سلطانا، ریحانا ایفای نقش کرده‌اند.